# Engersen
Engersen is een plaats en voormalige gemeente in de Duitse deelstaat Saksen-Anhalt, en maakt deel uit van de Landkreis Altmarkkreis Salzwedel.
Engersen telt 556 inwoners.